# Cabo Skirring
Cabo Skirring o Skiring (del francés: Cap Skirring) es un accidente geográfico en la esquina suroeste del país africano de Senegal, en el departamento de Oussouye que pertenece a la región de Ziguinchor, en Casamance.
También es un pueblo cerca del cabo y a unos 70 km de Ziguinchor. Originalmente ocupada por un pequeño pueblo de pescadores, fue 'descubierto' y apreciado por los expatriados franceses en Ziguinchor como un área para establecer un balneario en la década de 1960.